# Secchiho deska

Secchiho deska

Secchiho deska je kotouč o průměru 30 cm rozdělený na 4 kvadranty, střídavě bílé a černé barvy. Ponořením desky do vody se stanovuje její průhlednost. Deska se spouští až do hloubky, ve které není možné rozeznat barvy jednotlivých kvadrantů. Odečtená hloubka po splynutí barev je považována za průhlednost.
Tento limnologický přístroj vyvinul italský polyhistor a jezuitský kněz Angelo Secchi v roce 1865.